# S/S Diana (1908)
För andra betydelser, se S/S Diana.
Ångfartyget Diana av Stockholm var ett svenskt handelsfartyg som torpederades av brittiskt flyg den 5 mars 1944 utanför Borkum.

## Historik
Fartyget som var byggt i Sunderland 1908 ägdes först av Furnesskoncernen under namnet Grantley och senare Kennington . 1924 köptes ångaren till Bergen och hette under norsk flagg Blenda . 1934 såldes fartyget till skeppsredare Sigurd Nybonda i Brändö och omdöptes under finsk flagg till Diana. 1941 köptes fartyget till Stockholm av skeppsredare Tore Ulff. När Diana i en tysk konvoj var på resa från Göteborg till Delfzilj med silkesmassa, exploderade den 5 augusti 1942 en mina under akterskeppet. Ingen människa omkom medan tre skadades.

## Torpederingen
Diana var på resa från Emden till Stockholm. Utanför Borkum anfölls konvojen den 5 mars 1944 av brittiska flygplan, varvid Diana träffades av en torped på babordssidan i akterkant av makinrummet. Fartyget fick omedelbart slagsida och började sjunka. De flesta av besättningsmännen samlades på förskeppet för att, då fartyget sjönk, hoppa i sjön och ta sig upp på eventuellt uppflytande bärgningsredskap. Alla livbåtar hade slagigts sönder vid torpedträffen, medan flottarna var oskadda och sedan Diana gått till botten, flöt flottarna omkring på vattnet. De simmande besättningsmännen lyckades ta sig upp på dessa flottar. Ett tyskt eskortfartyg räddade sedan samtliga från flottarna. Vid räkningen av de bärgade saknades övermaskinist Falk och donkeyman Mårtensson, vilka troligen omkommit vid explosionen. De överlevande sattes i land av eskortfartyget i Cuxhaven.

## Omkomna
- Övermaskinist Otto Rudolf Gunnar Falk, Stockholm
- Donkeyman Axel William Mårtensson, Helsingborg